# الوطنية للتأمين على الحياة والعام
الوطنية للتأمين على الحياة والعام هي شركة تأمين في سلطنة عمان. كانت ثاني أكبر شركة تأمين من حيث إجمالي أقساط التأمينات المكتوبة في البلاد في عام 2012 وهي جزء من مجموعة الشركة العمانية للتنمية والاستثمار Ominvest. بالإضافة إلى عملها في سلطنة عمان تعمل الشركة في دبي وأبو ظبي.
تأسست الوطنية للتأمين على الحياة والعام في عام 1983 وهي شركة تابعة للمؤسسة العمانية الوطنية للاستثمار (ONIC). وتعد أول شركة تأمين في عمان. دخلت الشركة في مجموعة Ominvest بعد الاندماج بين Ominvest وONIC في عام 2015.
تقدم الشركة خدمات التأمين على الحياة والتأمين العام والتأمين على المركبات والتأمين الصحي للأفراد وتأمين عاملات المنازل والتأمين على محتويات المنازل إضافة إلى التأمين على السفر، وذلك من خلال الوسطاء وشركاء التأمين المصرفي وعبر الإنترنت والقنوات الأخرى. في عام 2014 تم الاعتراف بها كأفضل شركة تأمين على الحياة في سلطنة عمان في جوائز وورلد فاينانس العالمية للتأمين.

## إحصائيات
في ديسمبر 2020، بلغ إجمالي قيمة الأقساط المكتتبة 148 مليون ريال عماني، وعدد العملاء أكثر من 700000، وعدد الموظفون أكثر من 500، كذلك فقد بلغ عدد نقاط الخدمات أكثر من 190 نقطة.

## روابط خارجية
- الموقع الرسمي